# Redfield (Iowa)
Pour les articles homonymes, voir Redfield.
Redfield est une ville du comté de Dallas, en Iowa, aux États-Unis. Elle est incorporée le 21 mars 1881. La ville est baptisée en l'honneur du colonel James Redfield (en).

## Source de la traduction
- (en) Cet article est partiellement ou en totalité issu de l’article de Wikipédia en anglais intitulé « Redfield, Iowa » (voir la liste des auteurs).